# 최고인민회의 상임위원회 위원장
최고인민회의 상임위원회 위원장(最高人民會議 常任委員會委員長)은 조선민주주의인민공화국의 최고인민회의 상임위원회의 장이자 의회 대표이며, 1948년~1972년, 1998년부터 
2009년까지 조선민주주의인민공화국의 한때 헌법상 국가 원수를 겸직하였다.
국방위원회 위원장에 이어 2인자이자 한때 상징적 대표직이며 현재 최고인민회의의 실질적 의장이다 명목상 의장이 있으나 실권이 없고 상임위원회 위원장이 실권이 있다.
최고인민회의 상임위원장은 중앙법원소장, 내각 총리, 북조선 중앙검찰소장과 함께 헌법기관장이며 국가 의전 서열 1위인 국무위원회 위원장 다음 조선민주주의인민공화국 국가 의전서열 2위이다. 대한민국의 국회의장과 같은 위치이며, 국가원수직을 겸할 때는 대한민국의 대통령직과 대한민국의 국회의장직을 겸임하는 것이 된다.

## 현임
- 최룡해

## 역대 상임위원장
| 대수        | 이름            | 초상 | 임기 시작        | 임기 종료        | 비고                              |
| ----------- | --------------- | ---- | ---------------- | ---------------- | --------------------------------- |
| 1           | 김두봉 (金枓奉) |      | 1948년 9월 8일   | 1957년 9월 20일  |                                   |
| 2·3·4       | 최용건 (崔庸健) |      | 1957년 9월 20일  | 1972년 12월 28일 | 1962년 재선 1967년 3선            |
| 5·6         | 황장엽 (黃長燁) |      | 1972년 12월 28일 | 1982년 4월 7일   | 1977년 재선                       |
| 7·8·9       | 양형섭 (楊亨燮) |      | 1982년 4월 7일   | 1998년 9월 5일   | 1986년 재선 1990년 3선            |
| 10·11·12·13 | 김영남 (金永南) |      | 1998년 9월 5일   | 2019년 4월 11일  | 2003년 재선 2009년 3선 2014년 4선 |
| 14          | 최룡해 (崔龍海) |      | 2019년 4월 11일  | 현재             |                                   |

### 역대 의장
| 기             | 이름           | 초상 | 임기                             | 비고 |
| -------------- | -------------- | ---- | -------------------------------- | ---- |
| 1              | 허헌(許憲)     |      | 1948년 9월 ~ 1951년 8월          |      |
| 4              | 백남운(白南雲) |      | 1967년 11월 25일 ~ 1972년        |      |
| 5, 6, 7        | 한덕수(韓德銖) |      | 1972년 ~ 1986년                  |      |
| 10, 11, 12, 13 | 최태복(崔泰福) |      | 1998년 9월 5일 ~ 2019년 4월 11일 |      |
| 14             | 박태성(朴泰成) |      | 2019년 4월 11일 ~ 현재           |      |

## 같이 보기
- 최고인민회의
- 대한민국의 국회의장